# Projet Xanadu
Pour les articles homonymes, voir Xanadu.
 (mai 2013).
Si vous disposez d'ouvrages ou d'articles de référence ou si vous connaissez des sites web de qualité traitant du thème abordé ici, merci de compléter l'article en donnant les références utiles à sa vérifiabilité et en les liant à la section « Notes et références ».
Le projet Xanadu (en anglais, Project Xanadu) est un projet d'origine américaine de système d'information permettant le partage instantané et universel de données informatiques. Ce projet fut pensé par le sociologue américain Ted Nelson, un des pionniers de l'histoire des technologies de l'information, et considéré comme l'inventeur du concept d'hypertexte, dont il a forgé le terme en 1965.
Le projet Xanadu connut des difficultés dans son élaboration et sa réalisation, très lente, au point d'être qualifié de vaporware, et il fut supplanté en 1990 par le Hypertext Transfer Protocol (HTTP), un protocole de communication plus simple et moins ambitieux qui connut une rapide popularité.

## Élaboration du concept
En 1960, Theodor Holm Nelson (Ted Nelson), alors âgé de 23 ans, étudiant en sociologie à l'université Harvard, réfléchit à un concept de système d'information « au bout des doigts », en repensant les interactions homme-machine. Il imagine une machine permettant à chacun de stocker des données, de les mettre à disposition de tous, partout, en quelques instants. Ted Nelson invente ainsi le concept d'hypertexte, qui s'inscrit dans la lignée de l'essai As We May Think (1945) de Vannevar Bush.
Au début des années 1960, l'informatique reste encore balbutiante. Les ordinateurs — tel les UNIVAC, supplantés par, entre autres, la série des GE-600 — restent lents, encombrants, rares, chers, d'un abord spartiate et souvent dépourvus d'écrans : en termes de périphérique, le terminal est à cette époque constitué d'un télétype, sorte d'imprimante accolée à un clavier. Face à ces contraintes matérielles, le projet de Ted Nelson reste longtemps une utopie.

## Fonctionnalités
Publiées par Association for Computing Machinery en 1965, les fonctionnalités du projet Xanadu définissent un système d'information de « support » de connaissance formalisé selon les 17 règles suivantes  :
1. Chaque serveur Xanadu est unique et sécurisé.
2. Chaque serveur Xanadu peut être mis en service séparément ou en réseau.
3. Chaque utilisateur est unique et identifié.
4. Chaque utilisateur peut rechercher, récupérer, créer et stocker des documents.
5. Chaque document peut être constitué d'un nombre quelconque de parties, chacune pouvant être de n'importe quel type de données.
6. Chaque document peut contenir des liens de tous types, voire de copies virtuelles ("transclusions") d'un autre document accessible par son propriétaire.
7. Les liens sont visibles et peuvent être suivis depuis les deux extrémités.
8. La permission de lier vers un document est explicitement garantie par l'acte de publication même.
9. Chaque document peut contenir un mécanisme de rétribution, à un degré quelconque de granularité, pour assurer le paiement de chaque portion accédée, en incluant les copies virtuelles (« transclusions ») de tout ou partie d'un document.
10. Chaque document est identifié, unique et sécurisé.
11. Chaque document peut avoir des règles d'accès sécurisées.
12. Chaque document peut rapidement être recherché, stocké et récupéré sans que l'utilisateur ne sache où il est physiquement situé.
13. Chaque document est automatiquement situé sur un moyen de stockage approprié vis-à-vis de sa fréquence d'accès depuis n'importe quel point de consultation.
14. Chaque document est automatiquement stocké de façon redondante, pour maintenir la disponibilité même en cas de désastre.
15. Chaque fournisseur de service Xanadu peut facturer à sa discrétion ses utilisateurs pour le stockage, la récupération, et la publication de documents.
16. Chaque transaction est sécurisée et reste perceptible seulement par les parties l'effectuant.
17. Le protocole de communication client-serveur Xanadu est un standard librement publié. Le développement et l'intégration de tierces parties sont encouragés.

## Le projet Xanadu
Le projet Xanadu s'est articulé de façon laborieuse.
En 1960, les ébauches de Nelson montrent deux écrans reliés par des lignes visibles, pointant depuis une partie d'un objet situé sur un écran vers la partie correspondante d'un autre objet sur l'autre écran.
En 1965, les travaux de Nelson se concentrent sur un système à simple utilisateur, et se basent sur des « zip listes », listes d'éléments séquentiels qui peuvent être reliées à d'autres « zip listes » pour constituer de grandes structures de texte non séquentielles. Le mot « hypertexte » est inventé et apparaît pour la première fois dans sa publication « Une structure de fichiers pour le complexe, ce qui change et les intermédiaires » présentée en 1965 lors de la 20e conférence nationale de l'Association of Computer Machinery.
En 1970, Nelson invente certaines structures de données et algorithmes appelés « enfilades », qui constituent la base du système Xanadu (propriété de Xanadu Operating Company, Inc. jusqu'au 24 août 1999).
En 1972, l'implémentation algorithmique fonctionne en Algol et en Fortran. Si le Fortran est encore un langage utilisé dans le secteur scientifique, l'Algol a rejoint l'histoire de l'informatique.
En 1974, Nelson publie à compte d'auteur Computer Lib/Dream Machines et forge le concept d’intertwingularity (en) pour exprimer le seuil universel de complexité transrelationnnelle au sein du savoir humain, d'une dimension indénombrable (uncountable).
Durant l'été 1979, Nelson rassemble un nouveau groupe de chercheurs (Roger Gregory, Mark S. Miller (en), Stuart Greene, Roland King et Eric Hill) pour retravailler la conception technique du système opérationnel. Gregory et Miller conçoivent le tumbler, anticipant l'URI, qui prévoit que « l'adresse ne dirigerait pas seulement l'utilisateur vers la bonne machine, elle indiquerait également l'auteur du document, la version du document, la quantité d'octets correcte et les liens associés à ces octets ».
En 1980, Miller et d'autres ingénieurs du projet Xanadu sont embauchés par Charles S. Smith, fondateur du projet Memex, qui s'inspire des travaux de Vannevar Bush.
En 1981, Kim Eric Drexler crée une nouvelle structure des données et une méthode de gestion complexe des révisions des documents. Le groupe de développeurs du projet Xanadu termine la mise au point d'un serveur réseau universel Xanadu, tel que décrit dans les diverses éditions du livre de Théodore Nelson « Literary Machines ». Le système fonctionne enfin, 21 ans après la première idée.
En 1983, la Xanadu Operating Company, Inc. (XOC, Inc.) est créée pour terminer le développement du système mis au point en 1981, et envisager sa commercialisation.
En 1988, la société XOC, Inc. est rachetée par la société Autodesk, qui recapitalise la société, l'installant dans ses bureaux de Palo Alto et plus tard de Mountain View en Californie. Le travail se poursuit sous la tutelle d'un nouvel ingénieur en chef, Mark Miller. Autodesk est un éditeur de logiciel dominant le marché des outils de conception technique en 2 et 3 dimensions.
La conception de 1981 (maintenant appelée Xanadu 88.1) était terminée, mais l'ingénieur Miller en recommence la conception. À ce stade, le projet a déjà 28 ans, mais Xanadu 88.1 n'a jamais été mis sur le marché en tant que produit.
En 1989, le World Wide Web [i], les projets Hyper-G [ii] et Microcosm[iii]sont lancés, tous inspirés par ou sous l'influence des idées de Xanadu.
En 1992, la société Autodesk traverse une restructuration et abandonne le projet, après cinq millions de dollars de dépenses. Les droits de poursuivre le développement du serveur Xanadu sont vendus en licence à la société Memex, Inc. of Palo Alto, Californie, et le nom de marque « Xanadu » est rendu à Nelson.
En 1993, Nelson repensa la totalité du concept, le ciblant dorénavant comme une servitude destinée à améliorer le fonctionnement des entreprises.
En 1994, Nelson est invité au Japon et fonde le Sapporo HyperLab.
En 1996, Nelson devient Professeur en Information Environnementale sur le campus Shonan Fujisawa de l'université Keio. Le document proposant le protocole de « transclusion » de texte est publié.
En 1997, les fonctionnalités du système « OSMIC », devant permettre de tracer toutes les modifications d'un document, sont publiées.
En 1998, Nelson reçoit sa première récompense pour ses travaux sur Xanadu et l'hypermédia, la médaille 1998 Yuri Rubinsky Insight Foundation pour l'ensemble de ses travaux.
En 1999 : Lancement commercial à sources ouverts de Xanadu 88.1 et 92.1 sous les noms Udanax Green[iv] et Udanax Gold.
En 2001, Nelson a été nommé au titre d'« Officier des Arts et Lettres » par Catherine Tasca ministre français de la Culture, pour son travail sur Xanadu et l'hypermédia.

## Le World Wide Web et Xanadu
Le World Wide Web (communément appelé « le Web ») a été partiellement inspiré par les idées de Xanadu, et se trouve en conformité avec les règles 1 à 5, 11, 12 et 17. Le standard XHTML supporte également la règle numéro 6.
Selon Ted Nelson, « sa plus grande ambition, un réseau de publication hypertexte instantané universel, n'a généralement pas été comprise sur un plan technique et a conduit à de nombreuses fausses impressions ».
Un réseau de publication hypertexte instantané universel mêlant des terminaux portables et des réseaux sans fil, des textes intégraux parsemés d'hyperliens renvoyant vers d'autres textes, modifiables avec gestion des révisions, apparaissaient comme des utopies à une époque où les simples écrans d'ordinateurs à tube cathodique étaient rares et chers.
Le concept de Ted Nelson a traversé quelques difficultés pour se transformer en un objet utilisable. Très en avance sur son temps, l'idée a dû attendre la banalisation du matériel informatique, et l'avènement de technologies de réseau unifiées. Des questions simples comme le transcodage de documents écrits en caractères non latin, leur affichage sans erreur n'ont trouvé de réponses tangibles qu'à la fin des années 1990.
Ainsi, le projet Xanadu a souffert de divers handicaps :
1. Un modèle de développement fermé ;
2. Un mode de financement centralisé ;
3. Sa précocité et sa complexité : Xanadu était en avance de trente ans sur les solutions techniques aux problèmes rencontrés.

Parallèlement, la lente mise au point de Xanadu s'est heurtée à un concept moins puissant, mais simple, ouvert, libre et utilisable immédiatement : le « world wide web ».
Cependant, si Xanadu a failli dans sa réalisation, il a joué un rôle important dans l'évolution des systèmes hypertextes. Dans son document de présentation original datant de mars 1989[v], Tim Berners-Lee, chercheur au Centre européen de recherche nucléaire (CERN) de Genève, présente la problématique d'organisation de l'échange d'information. Cette présentation le conduit plus tard à développer le premier système de publication d'information hypertexte client-serveur vraiment utilisable par les milieux universitaires alors seuls utilisateurs de stations de travail Unix interconnectées via un protocole hétérogène récent, TCP/IP, à la base du réseau Internet. Les premières versions sont mises à disposition dès 1991.
Ce protocole, appelé protocole de transfert hypertexte (HTTP : HyperText Transfert Protocol), repose sur une idée simple : les documents sont écrits en texte brut. Ils contiennent du texte ou des balises qui organisent son contenu et son aspect. Loin de la complexité de Xanadu, ce protocole client-serveur se répand rapidement auprès des milieux universitaires utilisateurs d'internet à cette époque. Facile à mettre en place, efficace, peu gourmand en ressource, le protocole HTTP est utilisable avec le matériel alors existant.